# 北朝鮮による飛翔体発射実験 (2024年)
2024年の北朝鮮による飛翔体発射実験（きたちょうせんによるひしょうたいはっしゃじっけん）では、朝鮮民主主義人民共和国（北朝鮮）によって2024年（主体113年）に発射された弾道ミサイルや巡航ミサイルやロケット弾などの飛翔体全般について記述する。

## 発射日時
以下、日時はUTC+9（日本標準時・韓国標準時・平壌時間）である。

### 1月
- 1月5日 - 韓国軍合同参謀本部によると、午前9時から11時にかけて北朝鮮が事前通告なしに韓国の白翎島と延坪島の北方で200発以上の射撃を行った[1]。砲弾は全て軍事境界線の北側の海に落下[2]。
- 1月6日 - 韓国軍合同参謀本部は、午後4時から5時ごろに北朝鮮が「延坪島の北西で約60発の砲弾を発射した」と発表した[3]。
- 1月7日 - 韓国軍合同参謀本部によると、午後4時から5時10分ごろに北朝鮮が延坪島の北で「90発以上の砲弾を発射」した[4]。
- 1月14日 - 防衛省によると、14時53分頃に平壌付近から北東方向に向けて一発の弾道ミサイルを発射。ミサイルは最高高度約50Km、飛翔距離500Kmを飛行した後、日本の排他的経済水域の外側の日本海に落下[5]。一方、韓国軍は1000kmを飛んだと分析した[6]。
- 1月24日 - 韓国軍合同参謀本部によると、午前7時頃に北朝鮮が黄海に向けて数発の巡航ミサイルを発射[7]。翌日の25日には朝鮮中央通信にて発射されたのは新型戦略巡航ミサイルのプルファサル3―31だったと発表[8]。
- 1月28日 - 韓国軍合同参謀本部によると、午前8時頃に北朝鮮東部の新浦付近から数発の巡航ミサイルが発射された[9]。また、国営メディアの朝鮮中央通信の発表によると、プルファサル3-31巡航ミサイル2発を日本海に向けて発射し、それぞれ2時間3分41秒と2時間4分5秒飛行し目標に命中したと発表[10]。
- 1月30日 - 韓国軍合同参謀本部によると、午前7時頃に北朝鮮が黄海に向けて複数発の巡航ミサイルを発射した[11]。北朝鮮国営メディアの朝鮮中央通信によると発射されたのはファサル２と呼ばれるミサイル[12]。

### 2月
- 2月2日 - 韓国軍合同参謀本部によると、午前11時頃に北朝鮮が巡航ミサイルを黄海に向けて複数発発射[13]。
- 2月14日 - 北朝鮮が巡航ミサイルを発射[14]。

### 3月
- 3月18日 - 防衛省によると、午前7時22分頃に2発、午前8時21分頃に1発の計3発のミサイルを北朝鮮が発射。いずれも北朝鮮西岸から北東に向けて発射され、最高高度約50Km、約350Km飛翔し日本の排他的経済水域の外側の日本海に落下[15]。北朝鮮によると、6発の600ミリ超大型放射砲（短距離弾道ミサイル）を発射したと発表[16]。

### 4月
- 4月2日 - 北朝鮮が弾道ミサイルを発射[17]。
- 4月19日 - 北朝鮮が黄海でミサイル発射実験[18]。
- 4月22日 - 北朝鮮が弾道ミサイルを発射[19]。

### 5月
- 5月17日 - 北朝鮮が短距離弾道ミサイルを複数発射、韓国合同参謀本部によれば約300km飛行した[20]。
- 5月27日 - 北朝鮮が午後10時46分にミサイルとみられるものを発射。沖縄県にJアラートが発令されるが午後11時3分に解除された[21]。
- 5月30日 - 北朝鮮が短距離弾道ミサイルを複数発射[22]。

### 6月
- 6月26日 - 北朝鮮が弾道ミサイルを発射[23]。多弾頭ミサイルの実験と発表[24]。

### 7月
- 7月1日 - 北朝鮮が弾道ミサイルを発射[25]。黄海南道長淵郡内から2発発射され、うち一発は平壌付近に墜落したものと報道された[26]。

### 9月
- 9月12日 - 北朝鮮が弾道ミサイルを発射[27]。

- 9月18日 - 北朝鮮が弾道ミサイルを発射[28]。

### 10月

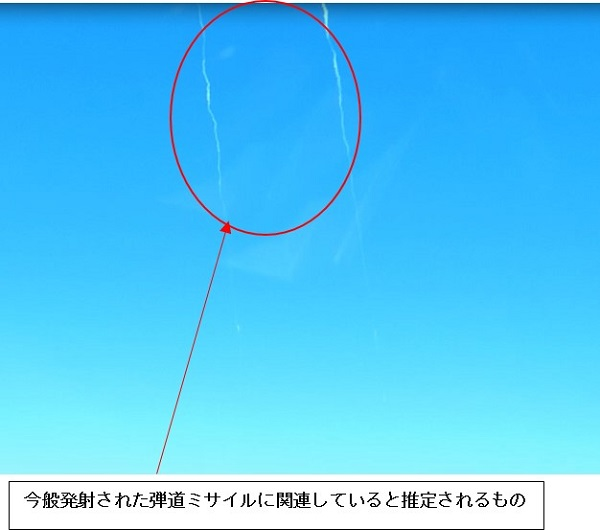
航空自衛隊が捉えたミサイルに関連していると推定されるもの（10月31日）

- 10月31日 - 防衛省によれば北朝鮮がICBMとみられる弾道ミサイルを午前7時11分に発射し、午前8時37分ごろ日本のEEZ外の奥尻島西方の日本海に落下した[29]。中谷防衛相はミサイルの飛行時間が1時間26分と「今までの飛行時間を越えている」と明かした上で「従来のミサイルと別のミサイルではないか」という見方を示した[29]。同日正午過ぎに朝鮮中央通信が「キム・ジョンウン総書記の立ち会いのもと、きょう午前ICBMを発射した」と伝えた[30]。翌11月1日付の朝鮮労働党機関紙「労働新聞」は今回発射したのは最新型のICBM火星19型であったと発表[31]。

### 11月
- 11月5日 - 韓国軍によれば、午前7時30分頃に複数の弾道ミサイルの可能性があるものを発射[32]。